# 诸城县
诸城县，中国旧县名。
隋朝开皇十八年（598年）改东武县置，治所在今山东省诸城市城关镇。为高密郡治。唐朝、北宋、金朝为密州治。1987年撤销，改设诸城市。著名人物有江青、康生等。